# Narodowa szkoła w ekonomii
Narodowa szkoła w ekonomii, także niemiecka szkoła narodowa – nurt w ekonomii, koncepcja rozwoju politycznie rozbitego państwa niemieckiego o feudalnej gospodarce, która powstała w pierwszej połowie XIX wieku. 

## Powstanie
Narodowa szkoła ekonomii powstała po utworzeniu w 1834 r. Niemieckiego Związku Celnego. Zgodnie z jej zaleceniami, związek stosował osłonę celną całego obszaru krajów niemieckich.
Zwolennicy niemieckiej szkoły narodowej odrzucili ekonomię Adama Smitha, w myśl której najefektywniejszym systemem gospodarczym jest gospodarka rynkowa, zaś rola państwa w gospodarce powinna zostać ograniczona do niezbędnego minimum. Odrzucili oni również atomistyczną koncepcję społeczeństwa  oraz tezę, że ludzie podejmują działalność gospodarczą, kierując się głównie zyskiem. Uznali, że teoria Smitha oraz wynikająca z niej polityka liberalizmu gospodarczego nie są przydatne dla feudalnych Niemiec i opracowali zasady, które miały pomóc Niemcom wyjść z zacofania gospodarczego i stać się potęgą gospodarcza.

## Założenia i przedstawiciele
Źródłem ideologicznym szkoły narodowej był romantyzm polityczny i ekonomiczny. Jego przedstawiciel, Adam Müller, gloryfikował germańską przeszłość i instytucje średniowiecza, kiedy Niemcy były silnym państwem, uznając, że państwo jest instytucją społeczną niezależną od jednostki i obejmującą wszystkie sfery jej aktywności. Społeczeństwo traktował jako element państwa, poza którym nie było możliwe życie społeczne. Uważał, że państwo łączy pokolenia przeszłe, teraźniejsze i przyszłe. Postulował wprowadzenie zakazu wolnego handlu. Korzyści z wolnej wymiany osiągają kraje ekonomicznie silniejsze. W krajach słabiej rozwiniętych trzeba chronić powstające i nie w pełni jeszcze dojrzałe gałęzie przemysłu do czasu, gdy osiągną zdolność opierania się samodzielnie obcej konkurencji. Müller twierdził, że majątek narodowy to nie tylko dobra materialne ale również niematerialne, talenty ludzi, kultura, wiedza i tradycja. Za przyczynę kryzysów gospodarczych uznał postęp techniczny i wzrost cen.
Koncepcję Müllera rozwinął uważany za głównego twórcę szkoły narodowej Friedrich List, który opowiedział się za podejściem interdyscyplinarnym w badaniach ekonomicznych, uwzględniającym m.in. kulturę, obyczaje i historię danego narodu. Twierdził, że między jednostką a państwem jest naród, który był organizmem etycznym. Przynależność do narodu decyduje o łączności pokoleń, a wyrazem więzi generacji jest gospodarka. Im wyższy jest jej poziom tym lepiej żyje się w jednostce. 
Koncepcja opracowana przez Friedricha Lista była oryginalną teorią rozwoju według której każdy naród w rozwoju gospodarczym przechodzi pięć etapów:
- dzikość
- etap pasterski
- rolnictwo
- etap rolniczo-rękodzielniczy
- etap rolniczo-rękodzielniczo-handlowy

Naród który osiągnął ostatni etap, stawał się potęgą gospodarczą, czego warunkiem był wysoki poziom czynników ekonomicznych oraz znaczne terytorium.
List twierdził, że handel międzynarodowy jest korzystny tylko i wyłącznie wtedy gdy uczestniczą w nim państwa o jednakowym stopniu rozwoju. Postulował interwencje państwa o charakterze wychowawczym (cła ochronne).
W Polsce okresu międzywojennego ten nurt reprezentowali Henryk Radziszewski, profesor ekonomii w Lublinie oraz Stefan Dziewulski, długoletni wydawca "Ekonomisty".
Twierdzenia narodowej szkoły w ekonomii pojawiają się także i dziś jako argumentacja na rzecz osłony rodzimej wytwórczości w początkowych stadiach jej rozwoju.